# Asesinato de Artemus Ogletree
El 5 de enero de 1935, un hombre que se identificó como Roland T. Owen, posteriormente identificado como Artemus Ogletree, falleció en un hospital de Kansas City (Misuri), a causa de las lesiones sufridas por golpes y puñaladas. Su muerte fue precedida por una estancia de dos días en la habitación 1046 del Hotel President, situado en lo que hoy es el distrito Power & Light de la ciudad, marcada por la comunicación con alguien llamado «Don» y por un comportamiento inusual y varios incidentes observados por el personal del hotel, antes de que fuera encontrado herido en su habitación la mañana de su muerte. Al no poder localizarse a ningún familiar, lo que llevó a sospechar que su nombre era un alias, su cuerpo permaneció en una funeraria local durante casi dos meses. El entierro previsto en el cementerio municipal se evitó cuando un donante anónimo proporcionó los fondos para el funeral y un arreglo floral firmado con el nombre «Louise».
La verdadera identidad del hombre permaneció desconocida durante un año y medio, hasta que Ruby Ogletree, una mujer de Alabama que había visto en las noticias una foto de una cicatriz distintiva en su cabeza, lo identificó como su hijo Artemus. Ella dijo que él había abandonado Birmingham (Alabama) en 1934, a la edad de 17 años, para irse a California haciendo autostop. Más tarde recibió dos cartas supuestamente escritas por él, una de ellas desde Egipto. En agosto de 1935, una persona que llamó diciendo que era de Memphis (Tennessee), le dijo que Artemus estaba en El Cairo. Las cartas también se habían enviado después de la muerte de Artemus. Los registros de las compañías navieras no encontraron ningún registro de que Ogletree hubiera ido a Egipto. Nunca se ha identificado a ningún otro sospechoso.
Las cartas se utilizaron más tarde para relacionar el asesinato con otro cometido en Nueva York en 1937, pero no se presentaron cargos contra el hombre detenido en ese caso, uno de cuyos alias era «Donald Kelso». El FBI investigó posteriormente, pero no pudo aportar ninguna pista nueva.
En 2012, un historiador de la Biblioteca Pública de Kansas City escribió dos entradas en el blog de la biblioteca sobre el caso. Al final de la última, reveló que en 2003 o 2004 había recibido una llamada de alguien de fuera del estado relacionada con el mismo. La persona que llamó dijo que había estado ayudando a inventariar las pertenencias de una persona mayor recientemente fallecida cuando encontró una caja con recortes de periódico sobre el caso Ogletree y un objeto mencionado repetidamente en las historias, pero se negó a decir qué era ese objeto. La policía de Kansas City sigue investigando.

## Biografía
Artemus Ogletree nació en Florida en 1915, uno de tres hermanos. Durante su infancia, un accidente con aceite caliente le dejó una cicatriz considerable en la cabeza, encima de la oreja, que quedó sin pelo desde entonces. En 1934 abandonó a su familia, que por entonces vivía en Birmingham (Alabama), para irse a California haciendo autostop. Les mantenía informados de sus progresos por correo y ellos le enviaban dinero.

## Estancia en el Hotel President

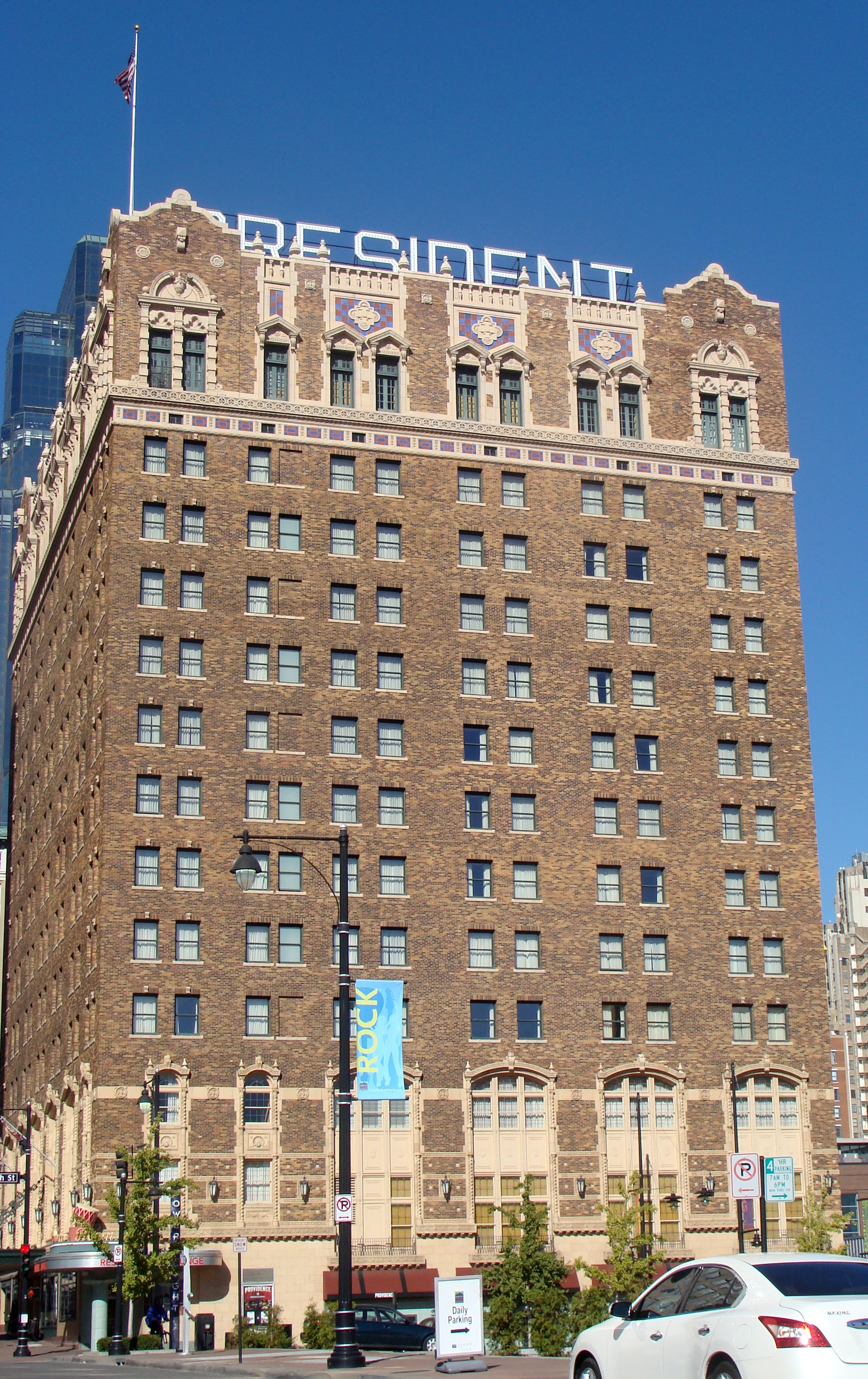
Fachada del Hotel President.

A primera hora de la tarde del 2 de enero de 1935, Ogletree entró en el Hotel President, situado en lo que hoy es el distrito Power & Light de Kansas City (Misuri), y pidió una habitación interior en uno de los pisos superiores, dando como nombre Roland T. Owen y una dirección en Los Ángeles (California). El personal lo recordaba bien vestido y con un abrigo oscuro, y no llevaba equipaje consigo.
Ogletree pagó por una noche. El personal observó que, además de la cicatriz visible en la sien, tenía una oreja de coliflor, y concluyó que probablemente era boxeador o luchador profesional. Creían que tenía unos 20 años.
Randolph Propst, un botones, acompañó a Ogletree en el ascensor hasta la décima planta. Por el camino, Ogletree le dijo que había pasado la noche anterior en el cercano Hotel Muehlebach, pero que le parecía demasiado cara la tarifa de 5 dólares (más de 100 dólares al cambio actual) por noche. Propst abrió la habitación 1046, que, según la petición del huésped, estaba en el interior y daba al patio del hotel en lugar de a la calle. Observó cómo Ogletree sacaba un cepillo para el pelo, un peine y pasta de dientes del bolsillo de su abrigo, que era todo lo que llevaba en la maleta.
Después de que dejara esos artículos sobre el lavabo, él y Propst salieron de la habitación. El botones volvió para cerrarla con llave y se la dio a Ogletree. Al regresar al vestíbulo, vio a Ogletree salir del hotel. Poco después, Mary Soptic, una de las camareras del hotel, regresó de su día libre para trabajar en el turno de tarde. Entró en la habitación 1046 y se sorprendió al encontrar allí a Ogletree, ya que la noche anterior había habido una mujer en la habitación. Ella se disculpó, pero él le dijo que podía limpiar la habitación.
Mientras lo hacía, se dio cuenta de que tenía las persianas bajadas y solo había dejado encendida una lámpara tenue. Esto seguiría siendo así cuando se encontrara con Ogletree en la habitación en otras ocasiones durante su estancia. «Estaba preocupado por algo o tenía miedo», además de esta preferencia por la luz tenue, le dijo más tarde a la policía. Después de que ella llevara unos minutos limpiando, Ogletree se puso el abrigo y se peinó. Luego se marchó, pero le pidió que dejara la habitación abierta, ya que esperaba a unos amigos en unos minutos.
Soptic hizo lo que le pidió. A las cuatro de la tarde, regresó a la habitación con toallas recién lavadas. Dentro, la habitación estaba a oscuras. Vio a Ogletree tumbado en la cama, completamente vestido. A la luz del pasillo se veía una nota en la mesita de noche que decía: «Don: volveré en quince minutos. Espera».

### 3 de enero
A la mañana siguiente, Soptic regresó a la habitación 1046 alrededor de las 10:30. La puerta estaba cerrada con llave, lo que le llevó a suponer que Ogletree había salido, ya que solo se podía cerrar desde fuera, pero cuando la abrió con su propia llave, Ogletree estaba allí, sentado en la oscuridad, justo donde había estado la tarde anterior. Sonó el teléfono y él contestó. «No, Don, no quiero comer. No tengo hambre. Acabo de desayunar... No, no tengo hambre», dijo.
Sin soltar el teléfono, Ogletree le preguntó a Soptic por su trabajo mientras ella limpiaba. Quería saber si era responsable de toda la planta y si el presidente residía allí. Repitió su queja sobre las tarifas exorbitantes del Muehlebach, tras lo cual ella terminó de limpiar y se marchó.
De nuevo, a las 4 de la tarde, Soptic regresó con toallas limpias. Dentro de la habitación 1046, pudo oír a dos hombres hablando, así que llamó a la puerta. Una voz que ella describió como fuerte y grave, probablemente no la de Ogletree, preguntó quién era. Ella respondió que había traído toallas limpias, a lo que la voz respondió: «No necesitamos ninguna». Sin embargo, Soptic sabía que no había toallas en la habitación, ya que ella misma las había recogido por la mañana.
Dos horas más tarde, Jean Owen, de Lee's Summit, cerca de Kansas City, se registró en el President después de haber estado de compras en la ciudad durante unas horas. Como se sentía mal, decidió no conducir de vuelta a casa esa noche. Le dieron la habitación 1048; su novio, que trabajaba en una floristería de la ciudad, fue a visitarla a las 21:20 horas y se quedó dos horas. Más tarde esa noche, según contó a la policía, oyó a hombres y mujeres hablando en voz alta y con lenguaje soez por toda la planta.
Owen no fue la única persona que notó una actividad inusual a altas horas de la noche en la décima planta del President. El ascensorista Charles Blocher, que comenzó su turno a medianoche, informó más tarde que estuvo bastante ocupado hasta la 1:30 de la noche. Después de esa hora, la mayor parte del hotel se tranquilizó por la noche, excepto por una ruidosa fiesta en la habitación 1055.
Blocher recordó a una visitante en particular, una mujer a la que había visto en el hotel visitando a huéspedes masculinos en sus habitaciones en otras ocasiones y que, por lo tanto, creía que era una prostituta, una conclusión compartida por otros empleados del hotel que la conocían. Ella llegó por primera vez en algún momento durante sus primeras tres horas; él la llevó al décimo piso, donde ella preguntó por la habitación 1046. Cinco minutos más tarde, el ascensor fue llamado allí de nuevo; resultó ser la misma mujer, que expresó su desconcierto porque su cliente no estaba en la habitación 1046, ya que, según ella, él la había llamado y en visitas anteriores él siempre había estado presente. Se preguntó si, de hecho, estaba en la habitación 1024, ya que podía ver a través de la ventana de la habitación que la luz estaba encendida allí. Ella permaneció en la planta después de la conversación.
Media hora más tarde, Blocher recibió otra señal para que volviera con el ascensor a la décima planta. La mujer estaba esperando de nuevo y él la llevó al vestíbulo. Una hora más tarde, la llevó a ella y a otro hombre a la novena planta. A las 4:15 de la madrugada, una llamada desde esa planta resultó ser de la mujer; la llevó al vestíbulo y ella se marchó del hotel para pasar la noche. Otra llamada a la novena planta 15 minutos más tarde resultó ser del hombre que había subido con ella. Le dijo a Blocher que no podía dormir y que iba a dar un paseo.

#### Posible encuentro fuera del hotel
No se ha determinado si estas actividades están relacionadas con el caso Ogletree. Es posible que no estuviera en el hotel esa noche. A las once de la noche, Robert Lane, un trabajador municipal que conducía por la calle 13, cerca de la avenida Lydia, vio a un hombre vestido solo con una camiseta, pantalones y zapatos que se cruzó en su camino y le hizo señas para que se detuviera. Cuando Lane se detuvo, el hombre se disculpó diciendo que había confundido el coche de Lane con un taxi.
El hombre le preguntó a Lane si podía llevarlo a algún lugar donde pudiera conseguir un taxi. Lane accedió y dejó subir al hombre. «Parece que has pasado por un mal trago», le comentó; el hombre juró que al día siguiente mataría a otra persona, presumiblemente en represalia por lo que le habían hecho. En el espejo, Lane vio un profundo arañazo en el brazo del hombre; también se dio cuenta de que se estaba cubriendo el brazo con la mano, posiblemente para recoger la sangre de una herida más grave.
En la cercana intersección de la calle 12 y la avenida Troost, donde los taxistas solían esperar a los clientes durante la noche, Lane se detuvo y dejó bajar al hombre. El hombre le dio las gracias, salió y tocó el claxon de un taxi aparcado cerca, lo que atrajo al conductor desde un restaurante cercano, tras lo cual Lane se marchó.
Tras la muerte de Ogletree, Lane fue a ver el cadáver. Vio el mismo arañazo en el brazo y acudió a la policía, diciéndoles que creía que era el hombre al que había recogido.

### 4 de enero
A las siete de la mañana, una nueva operadora de centralita, Della Ferguson, comenzó su turno. Se disponía a realizar una llamada de despertador solicitada a la habitación 1046 cuando se percató de que una luz indicaba que el teléfono de esa habitación estaba descolgado.
Propst, que había llevado a Ogletree allí dos días antes, estaba de nuevo de turno y se le asignó la tarea. La puerta de la habitación 1046 estaba cerrada con llave y había un cartel de «No molestar» colgado del pomo. Tras llamar varias veces a la puerta, una voz desde dentro le dijo que entrara, pero no pudo hacerlo porque la puerta estaba cerrada con llave. La misma voz le dijo, tras llamar de nuevo, que encendiera las luces, pero seguía sin poder entrar. Finalmente, Propst gritó a través de la puerta que colgara el teléfono y se marchó.
Propst le dijo a Ferguson que el huésped de la habitación 1046 probablemente estaba borracho y que debía esperar otra hora. A las 8:30 de la mañana, el teléfono seguía sin colgarse. Enviaron a otro botones, Harold Pike, a la décima planta. El cartel de «No molestar» seguía en la puerta, y esta seguía cerrada con llave, pero Pike tenía una llave y entró. Dentro encontró a Ogletree en la oscuridad, tumbado desnudo en la cama, aparentemente borracho. La luz del pasillo mostraba algunas manchas oscuras en la ropa de cama, pero en lugar de encender la luz de la habitación, Pike se dirigió al soporte del teléfono y vio que había sido tirado al suelo. Lo volvió a colocar en el soporte y repuso el auricular.
Poco después de las 10:30 horas, otro operador informó de que el teléfono de la habitación 1046 estaba nuevamente descolgado. Una vez más, Propst fue enviado a la habitación para ver qué estaba pasando; el cartel de «No molestar» seguía en la puerta. Esta vez tenía una llave y, al no obtener respuesta tras llamar a la puerta, la abrió y encontró a Ogletree de rodillas y con los codos a unos 60 cm de distancia, con la cabeza ensangrentada. Propst encendió la luz, colgó el teléfono y entonces se percató de que había sangre en las paredes de la habitación principal y del baño, así como en la propia cama.
Propst bajó inmediatamente a buscar ayuda. Regresó con el subgerente, pero cuando lo hicieron solo pudieron abrir la puerta unos 15 cm, ya que Ogletree se había caído al suelo mientras tanto. Finalmente, Ogletree se levantó y, cuando los dos empleados del hotel pudieron entrar en la habitación, se sentó en el borde de la bañera. El subgerente llamó a la policía, a la que se unió el doctor Harold Flanders, del Hospital General de Kansas City.
Ogletree había sido atado con una cuerda alrededor del cuello, las muñecas y los tobillos. Su cuello presentaba más hematomas, lo que sugería que alguien había intentado estrangularlo. Había recibido más de una puñalada en el pecho, por encima del corazón; una de estas heridas le había perforado el pulmón. Los golpes en la cabeza le habían provocado una fractura de cráneo en el lado derecho. Además de la sangre que Propst había visto, había algunas salpicaduras adicionales en el techo.
Flanders cortó las cuerdas de las muñecas de Ogletree y, según reportes periodísticos posteriores, le preguntó quién le había hecho eso. «Nadie», respondió Ogletree. Cuando le preguntaron qué había causado esas lesiones, dijo que se había caído y se había golpeado la cabeza contra la bañera. El médico le preguntó si había intentado suicidarse. Después de responder que no, Ogletree perdió el conocimiento y fue trasladado al hospital. Sin embargo, la declaración jurada original del médico, presentada años después por la revista Kansas City, no menciona que la víctima pronunciara palabra alguna durante el encuentro. Cuando llegó al hospital, estaba en estado de coma total y murió poco después de la medianoche del 5 de enero.

## Investigación
El Departamento de Policía de Kansas City (KCPD) comenzó a investigar inmediatamente entrevistando a Jean Owen, cuyo apellido idéntico y proximidad al fallecido les parecieron de interés. La detuvieron mientras les contaba lo que había oído la noche anterior. Después de que su novio acudiera a la comisaría y corroborara su versión, fue puesta en libertad y regresó a Lee's Summit.
Los médicos realizaron una autopsia a Ogletree y determinaron que había muerto a causa de sus heridas. El doctor Flanders había examinado no solo el cuerpo, sino también las manchas de sangre en la habitación. Dado que gran parte de ellas se habían secado cuando llegó, estimó que las heridas se habían infligido entre las 4 y las 5 de la madrugada de ese día, lo que coincidía con lo que había visto Pike y con la primera visita de Propst.
Los detectives que registraron la habitación 1046 tomaron nota tanto de lo que encontraron como de lo que no encontraron. En consonancia con lo que Propst había observado, no había ropa en los armarios ni en los cajones. La única prueba de que había algo más que la ropa que llevaba Ogletree era la etiqueta de una corbata, que indicaba que había sido fabricada por una empresa de Nueva Jersey. También faltaban en la habitación el jabón, el champú y las toallas que el hotel proporcionaba en todas las habitaciones.
No había cuchillos, lo que llevó a descartar el suicidio como causa de la muerte de Ogletree, ya que no se podía explicar las puñaladas en el pecho; las cuerdas con las que estaba atado también sugerían la participación de otras personas. Uno de los dos vasos de la habitación se encontró en el lavabo, con un trozo roto; el otro estaba en la estantería. Los detectives encontraron otros objetos que podrían ser pruebas: una horquilla, un imperdible, un cigarrillo sin fumar y una botella llena de ácido sulfúrico diluido. Se encontraron cuatro huellas dactilares, tan pequeñas que los detectives creyeron que eran de una mujer, en el teléfono de la habitación; no pudieron identificarse con Ogletree ni con ninguno de los empleados del hotel que se sabía que habían entrado en la habitación.
La policía pidió ayuda a través de la prensa. Los dos periódicos vespertinos de la ciudad publicaron la noticia en sus portadas al día siguiente. «No hay duda de que hay alguien más involucrado en esto», declaró el detective Johnson a los periodistas, confirmando que el caso se consideraba un homicidio.

## Identidad

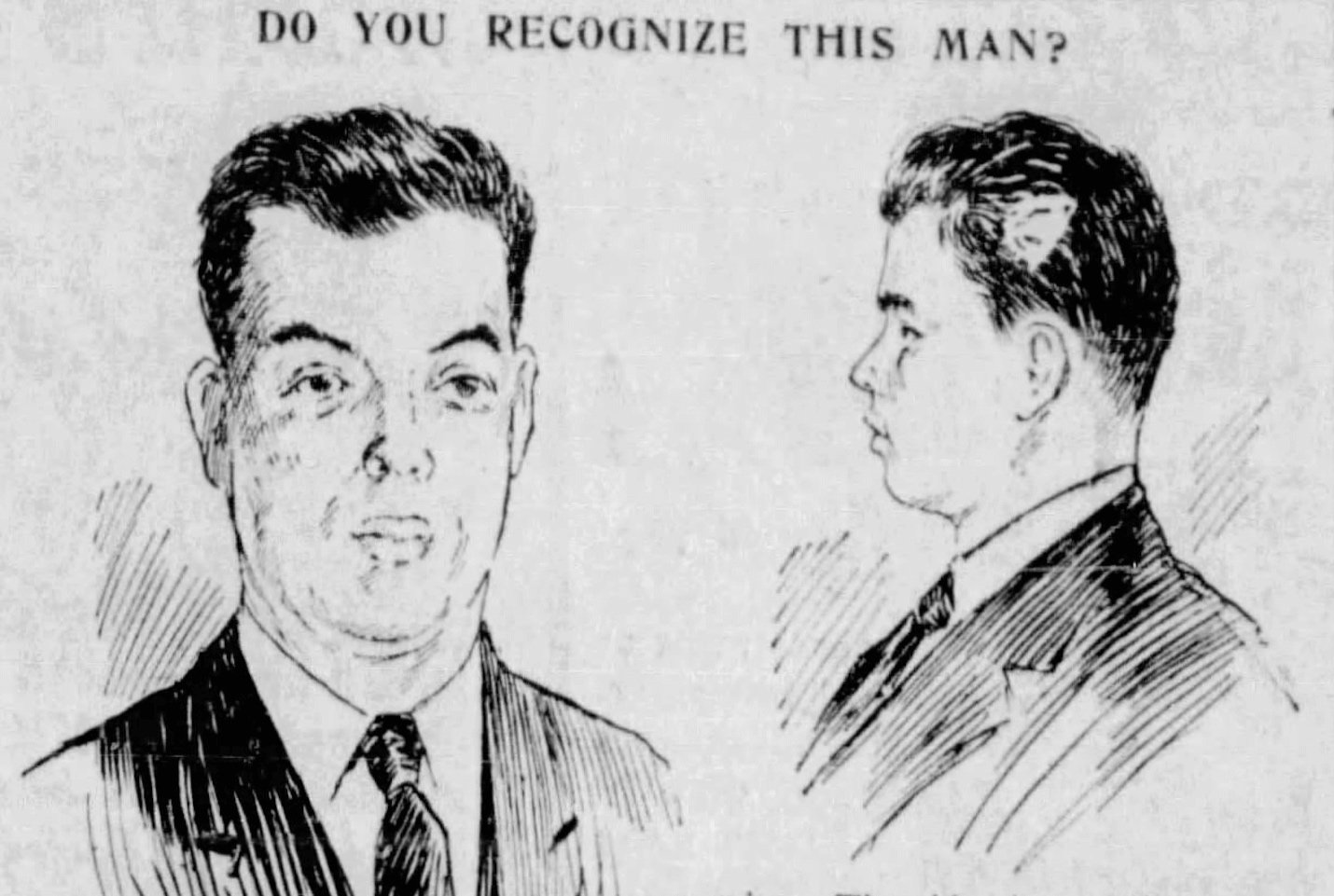
Retrato realizado con las descripciones dejadas del que sería Artemus Ogletree.

Pronto quedó claro que «Roland T. Owen» era, con toda probabilidad, un alias. Los agentes de Kansas City se pusieron en contacto con el Departamento de Policía de Los Ángeles (LAPD) para notificar a los familiares, pero se les informó de que no encontraban ningún registro de que alguien con ese nombre viviera en la ciudad californiana en ese momento. Las huellas dactilares del fallecido se enviaron a lo que en aquel momento era la Oficina de Investigación del Departamento de Justicia (más tarde el FBI) para buscar una posible coincidencia en su colección.
Una mujer llamó al Hotel President esa noche para preguntar qué aspecto tenía «Roland T. Owen». Le dijo a la recepción que vivía en Clinton, a 80 kilómetros al sureste de Kansas City. El 6 de enero, los periódicos dominicales informaron de que el hombre de la habitación 1046 había fallecido bajo un nombre falso, y comenzaron a llegar pistas. Varios ciudadanos acudieron a la funeraria local donde había sido velado, lo que llevó a Lane a contar a la policía su encuentro con el hombre. Después de entrevistar a Lane, Johnson no estaba tan seguro como él de que el hombre fuera Ogletree, ya que ningún miembro del personal del hotel había informado de haberlo visto salir o regresar durante la noche del 3 al 4 de enero. La policía pudo confirmar un avistamiento de Ogletree fuera del hotel, un informe de que había sido visto con dos mujeres en varios «bares» de la calle 12.
Las agencias de noticias comenzaron a recoger la historia, que apareció en periódicos y radios de todo el país, con solicitudes para enviar fotografías a Kansas City. Como resultado, se recibieron más pistas sobre la identidad del hombre, y la policía de la ciudad tuvo que dedicar mucho tiempo a mantener correspondencia con la policía de todo el país por correo y telegrama para seguir las pistas. Finalmente, pudieron descartar muchas de ellas.
En Kansas City, una de las primeras pistas resultó ser falsa cuando se descubrió que una toalla ensangrentada encontrada en el hotel había sido utilizada para limpiar la habitación 1046 después de que la policía se marchara. Los agentes recordaron el relato de Propst de que, de camino al hotel después de registrarse, el hombre había dicho que se había marchado del cercano Hotel Muehlebach después de una noche debido a sus altas tarifas, y lo comprobaron con el personal de ese hotel. Ningún Roland T. Owen se había registrado allí, pero el personal recordó a un hombre con el aspecto de Ogletree que se había registrado con el nombre de Eugene K. Scott, que también había dado Los Ángeles como su dirección y había solicitado una habitación en el interior del edificio. Una vez más, tras investigar, la policía de Los Ángeles informó de que no había nadie con ese nombre en su ciudad.
El misterio parecía resuelto cuando un hombre identificó el cadáver como el de su primo, pero luego, cuando la hermana del hombre fue a ver el cadáver, confirmó que su primo había fallecido cinco años antes; el parecido entre los dos era muy fuerte. Una semana después del inicio de la investigación, Toni Bernardi, un promotor de lucha libre de Little Rock, Arkansas, dijo después de ver el cadáver que el hombre, que se identificó como Cecil Werner, se le había acercado a principios de diciembre de 1934 para proponerle algunos combates de lucha libre. Bernardi lo había remitido a otro promotor en Omaha, Nebraska, pero ese promotor no reconoció a Ogletree.
En pocos días, dos nuevos homicidios en la ciudad desviaron la atención de los detectives del caso, a pesar de que se asignaron más agentes a la brigada de homicidios. Se siguieron las pistas, pero con menos ahínco que en la semana posterior al caso, y ninguna de ellas proporcionó información significativa. La cobertura de los periódicos también disminuyó.

## Funeral
El caso volvió a aparecer en los periódicos el 3 de marzo, cuando la funeraria donde se había conservado el cuerpo anunció que al día siguiente enterraría al hombre en el cementerio público de la ciudad. Ese día, la funeraria recibió una llamada de un hombre que pidió que se retrasara el funeral para poder enviar a la funeraria el dinero para una tumba y un servicio en el cementerio Memorial Park de Kansas City (Kansas), para que, según dijo la persona que llamó, el difunto estuviera cerca de su hermana. El director de la funeraria advirtió a la persona que llamó que tendría que informar a la policía sobre la llamada; la persona que llamó dijo que lo sabía y que no le importaba.
El interlocutor se mostró un poco más comunicativo cuando el director de la funeraria le preguntó por qué habían matado a Ogletree. Según él, Ogletree había tenido una aventura con una mujer mientras estaba comprometido para casarse con otra. Al parecer, el interlocutor y las dos mujeres habían concertado el encuentro con él en el President para vengarse. «¡Los infieles suelen recibir su merecido!», dijo el interlocutor y colgó.
El servicio se pospuso a petición de la persona anónima que llamó. El 23 de marzo, la funeraria recibió un sobre con la dirección cuidadosamente escrita con una regla y 25 dólares (unos 600 dólares al cambio) envueltos en papel de periódico; era suficiente para cubrir los gastos. Se desconocía quién lo había enviado.
Se enviaron otros dos sobres con 5 dólares cada uno a una floristería local para que preparara un ramo de 13 rosas American Beauty para la tumba, después de que se hiciera una llamada similar a la floristería; ambas llamadas resultaron haber sido realizadas desde teléfonos públicos. Junto con el pago se incluyó una tarjeta, con letra disimulada, en la que se leía «Amor para siempre, Louise». El funeral se celebró poco después. Además del ministro que ofició la ceremonia, los únicos asistentes fueron detectives de la policía, algunos de los cuales sirvieron como portadores del féretro. Otros detectives, haciéndose pasar por sepultureros, vigilaron la tumba durante los días siguientes, pero nadie vino a visitarla.
Varios días después del funeral, una mujer llamó a la redacción del Kansas City Journal-Post para informarles de que su noticia anterior de que el fallecido de la habitación 1046 sería enterrado en una fosa común era incorrecta, ya que, en realidad, se le había celebrado un funeral formal. Dijo que la funeraria y la floristería podían verificarlo. Cuando se le pidió que se identificara, dijo: «No importa, sé de lo que hablo». Al insistirle en que explicara de qué se trataba, respondió: «Se metió en un lío», y terminó la conversación.

## Identificación
Las imágenes del fallecido continuaron circulando por todo el país con la esperanza de identificarlo. Finalmente, una de ellas lo logró, cuando un amigo de Ruby Ogletree, en Birmingham (Alabama), le mostró un ejemplar de The American Weekly, un suplemento dominical publicado por la Hearst Corporation, con un artículo sobre el caso. El hombre no identificado se parecía mucho a su hijo Artemus, a quien la familia no había visto desde que se marchó a California en 1934, aunque había mantenido correspondencia con ellos.
Ruby se puso en contacto con la policía de Kansas City y pudo proporcionar suficiente información sobre el cadáver identificado con un seudónimo, incluida una descripción de la cicatriz que tenía en la cabeza, que, según explicó, era el resultado de un accidente infantil en el que se había derramado grasa caliente sobre ella. En noviembre, otro número del suplemento publicó una historia en la que se identificaba al hombre como Artemus Ogletree y se explicaba cómo se había determinado su identidad.
Aunque esa pregunta había sido respondida, el relato de Ruby planteó más preguntas. Ella había recibido varias cartas supuestamente de su hijo después de que lo mataran. La primera, a principios de 1935, con matasellos de Chicago, despertó sus sospechas, ya que estaba escrita a máquina y, por lo que ella sabía, Artemus no sabía escribir a máquina. También estaba escrita en un estilo muy coloquial que no era coherente con sus cartas anteriores.
En mayo de 1935, otra carta supuestamente de Artemus decía que se iba a Europa. A esta le siguió una carta con entrega especial en la que decía que su barco zarpaba ese mismo día. Ambas fueron enviadas desde Nueva York.
En agosto de ese año, Ruby recibió una llamada telefónica desde Memphis (Tennessee). El hombre que llamaba le dijo que Artemus lo había salvado «de una banda de matones» en El Cairo (Egipto), y que el propio Artemus no podía llamar porque ahora vivía en El Cairo, donde se había casado con una mujer rica y estaba bien. No podía escribir, dijo la persona que llamaba, porque había perdido uno de sus pulgares en la pelea en la que había salvado a la persona que llamaba.
Ruby habló con el hombre durante cuarenta y cinco minutos. Recordó que hablaba de forma descabellada e irracional, pero parecía tener conocimiento de primera mano sobre Artemus. El hombre se identificó como Godfrey Jordan, pero Ruby dijo a la policía que creía que en realidad se trataba de Joe Simpson, un amigo con el que Artemus se había ido de casa. Su convicción se reforzó al enfrentarse a él el 28 de diciembre de 1939, tras varios intentos fallidos anteriores. Según Ruby, Simpson le prometió darle una carta «mal mecanografiada» que Artemus supuestamente le había escrito, pero nunca llegó a la hora acordada para entregarle la carta.
Si Artemus, en algún momento antes de su muerte, había viajado a Egipto o a cualquier otro lugar en el extranjero, no lo había hecho bajo su propio nombre. Ninguna compañía naviera de la época tenía constancia de que hubiera viajado con ellos. La sección consular de la embajada de Estados Unidos en El Cairo no pudo encontrar ninguna prueba de que hubiera estado allí.

## Hechos posteriores
La información obtenida a través de las conversaciones de la policía con Ruby Ogletree les ayudó a localizar un tercer hotel en Kansas City, el sargento Regis, donde se había alojado Artemus. Allí había compartido habitación con otro hombre. No se pudo determinar si se trataba de «Don».
En 1937, el Departamento de Policía de Nueva York detuvo a un hombre llamado Joseph Martin acusado de asesinato, después de que este matara al hombre con el que compartía habitación y metiera el cadáver en un baúl para enviarlo a Memphis. Entre los varios alias que se descubrió que había utilizado se encontraba «Donald Kelso». Según un artículo sobre el caso publicado en The New Yorker, la policía de Kansas City había comparado muestras de su letra con la de las cartas escritas a Ruby Ogletree.
No se presentaron cargos contra el hombre por el caso Ogletree, y la policía de Kansas City mantuvo el caso abierto. Los archivos muestran que diferentes detectives revisaron el caso cada pocos años durante la década de 1950. Cada vez anotaban que mantendrían el caso abierto y lo seguirían investigando, pero no se descubrieron nuevas pruebas. Poco a poco, el caso se enfrió.
En 2003 o 2004, John Horner, historiador local de la Biblioteca Pública de Kansas City, recibió una llamada de alguien de fuera del estado que dijo que había estado ayudando a inventariar las pertenencias de una persona mayor que había fallecido recientemente. Entre ellas había una caja de zapatos que resultó estar llena de recortes de periódico relacionados con el caso, así como, según ellos, un objeto mencionado en las noticias del periódico. La persona que llamó no se identificó ni identificó el objeto. Horner no hizo esto público hasta la conclusión de la segunda de las dos entradas que publicó en el blog de la biblioteca en 2012, en las que relataba la historia.

## Teorías
La ausencia de sospechosos en el caso ha dado lugar a varias teorías. Las llamadas telefónicas en las que se afirma que Ogletree fue asesinado en represalia por romper su compromiso han respaldado esa teoría. También se ha considerado la posibilidad del crimen organizado, ya que el nombre «Don» también puede ser un título para un jefe de la mafia. Por último, se ha sugerido que «Don», fuera quien fuera, asesinó a Ogletree por alguna razón personal, ya fuera con la ayuda de la «mujer de compañía» que Blocher vio en el hotel a altas horas de la noche o por su cuenta.